# Straelen

Verwaltungsgliederung der Stadt Straelen

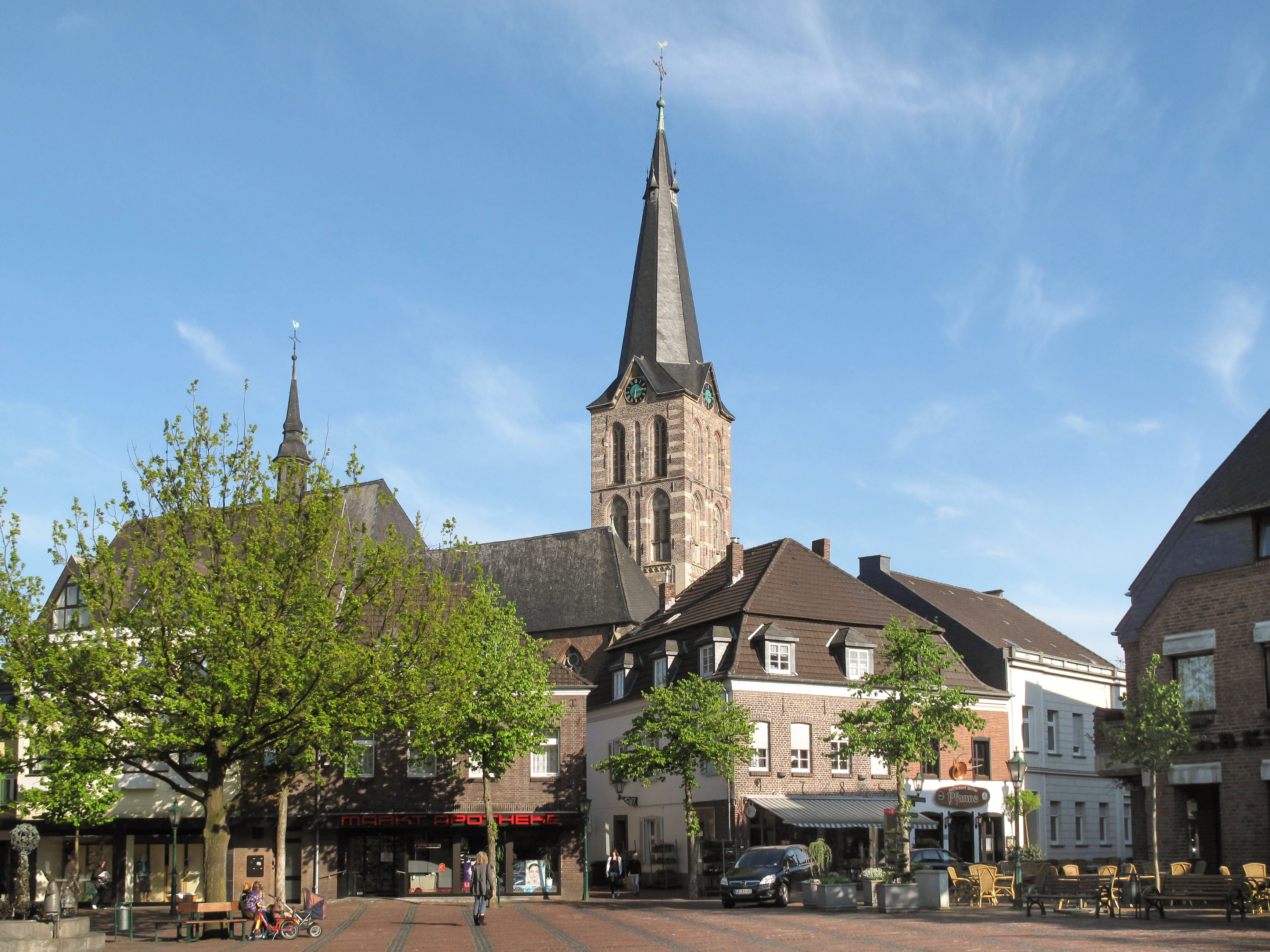
Straelen, Kirche St. Peter und Paul

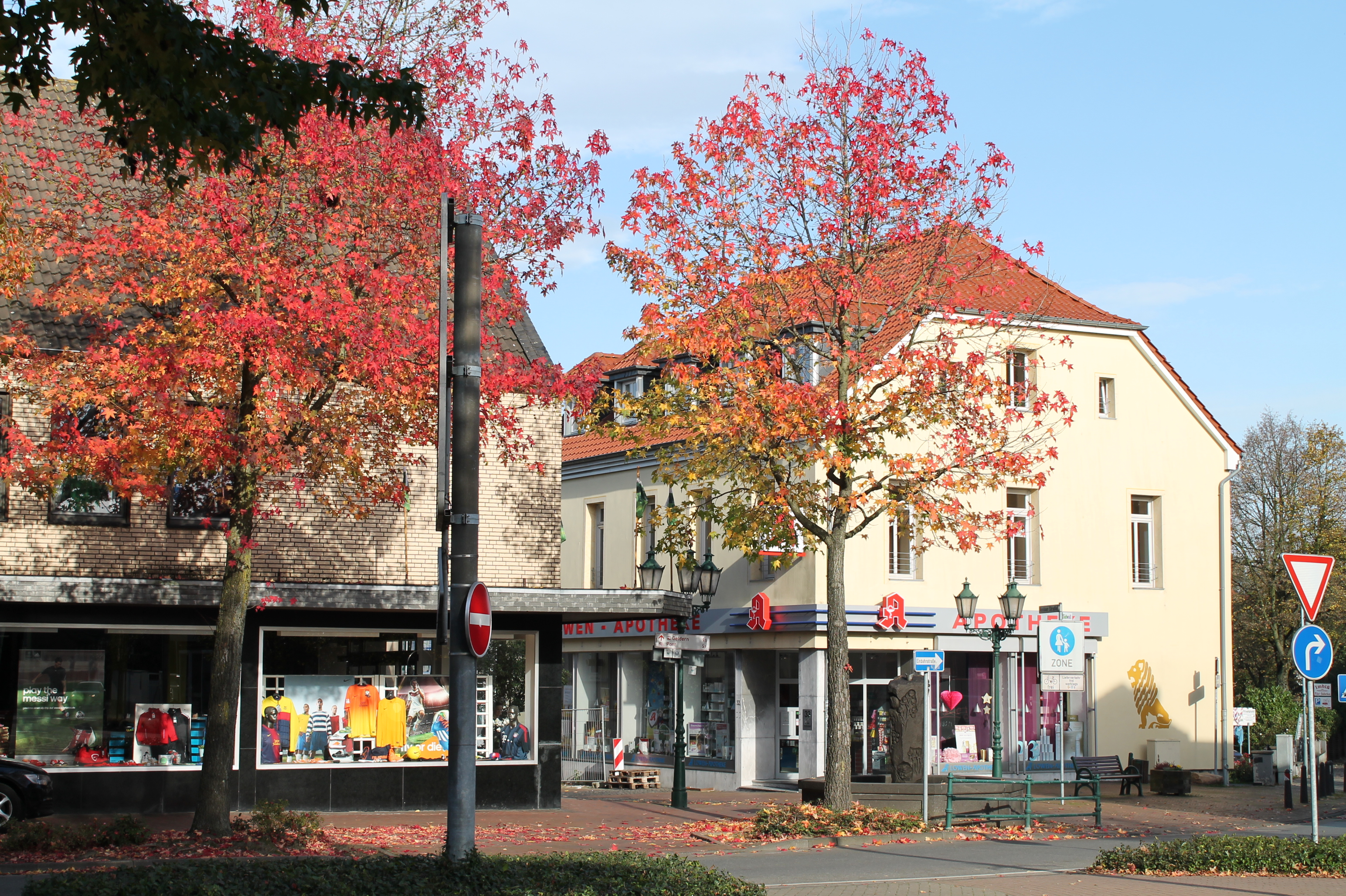
Am Venloer Tor in Straelen

Die Stadt Straelen (hochdeutsche Aussprache ['ʃtra:lən] mit Dehnungs-e, limburgische/kleverländische Aussprache [ˈstra:lə]) liegt am unteren Niederrhein an der niederländischen Grenze bei Venlo im Westen des Bundeslandes Nordrhein-Westfalen und ist eine kreisangehörige Stadt des Kreises Kleve im Regierungsbezirk Düsseldorf.

## Geographie

### Stadtgebiet
Räumlich ist das Stadtgebiet Straelen in die Ortsteile Vorst, Auwel-Holt, Sang, Bormig, Zand, Broekhuysen, Boekholt, Hetzert, Vossum, Brüxken, Dam, Rieth, Kastanienburg, Louisenburg, Westerbroek und Herongen gegliedert.

### Nachbargemeinden/-städte
Die Stadt Straelen grenzt im Norden an die Stadt Geldern, im Osten an die Gemeinden Kerken und Wachtendonk, im Süden an die Stadt Nettetal (Kreis Viersen) sowie im Westen an die Stadt Venlo (Provinz Limburg, NL).

## Geschichte

### Vorgeschichte
Jungsteinzeitliche Feuersteinwerkzeuge sind die ersten menschlichen Zeugnisse auf dem Gebiet des heutigen Straelen. Die ersten dauerhaften Siedlungen etwa einen Kilometer vom heutigen Stadtkern entfernt können für die Niederrheinische Grabhügelzeit angenommen werden.
Ausgrabungen zwischen 1898 und 1905 brachten zudem römische Gräber aus dem 1. bis frühen 3. nachchristlichen Jahrhundert zutage. Die Römerstraße zwischen Xanten und Tongern in Belgien sowie zwei Nebenstraßen führten durch das heutige Stadtgebiet.
Südlich von Straelen, Richtung Sang, wurden Mitte des 19. Jahrhunderts Funde aus einem frühmittelalterlichen Gräberfeld geborgen, die in die Zeit um 600 n. Chr. datiert werden können. Ein Zusammenhang mit der späteren Stadt Straelen ist jedoch auch hier wegen der Entfernung unklar.

### Erste Erwähnungen Straelens
899 wird der heutige Stadtteil Herongen als villa heringa erstmals urkundlich erwähnt.
Ältester archäologischer Nachweis für den Kern Straelens ist eine steinerne Saalkirche aus dem 10. Jahrhundert, ein Vorgängerbau der katholischen Pfarrkirche St. Peter und Paul.
In frühen Urkunden aus der Zeit von 1063 bis 1075 wird Straelen erstmals unter der Bezeichnung strala genannt und auch die Kirche erwähnt. Aus diesen Urkunden geht hervor, dass bis 1063 ein Graf Bruno von Heimbach und eine Gräfin Irmentrudis von Aspel die Grundherrschaft über Straelen hatten. Über den kölnischen Erzbischof Anno II. und Hermann III. wurde die Grundherrschaft bis 1096 schrittweise an die Abtei Siegburg übertragen. Das Kloster blieb bis zu seiner Auflösung im Jahre 1802 Grundherr über Straelen. Für das Jahr 1118 sind die ersten Vögte für Straelen und damit der Zusammenhang zum geldrischen Grafenhaus belegt.

### Die „Stadt Straelen“ im Mittelalter und der frühen Neuzeit

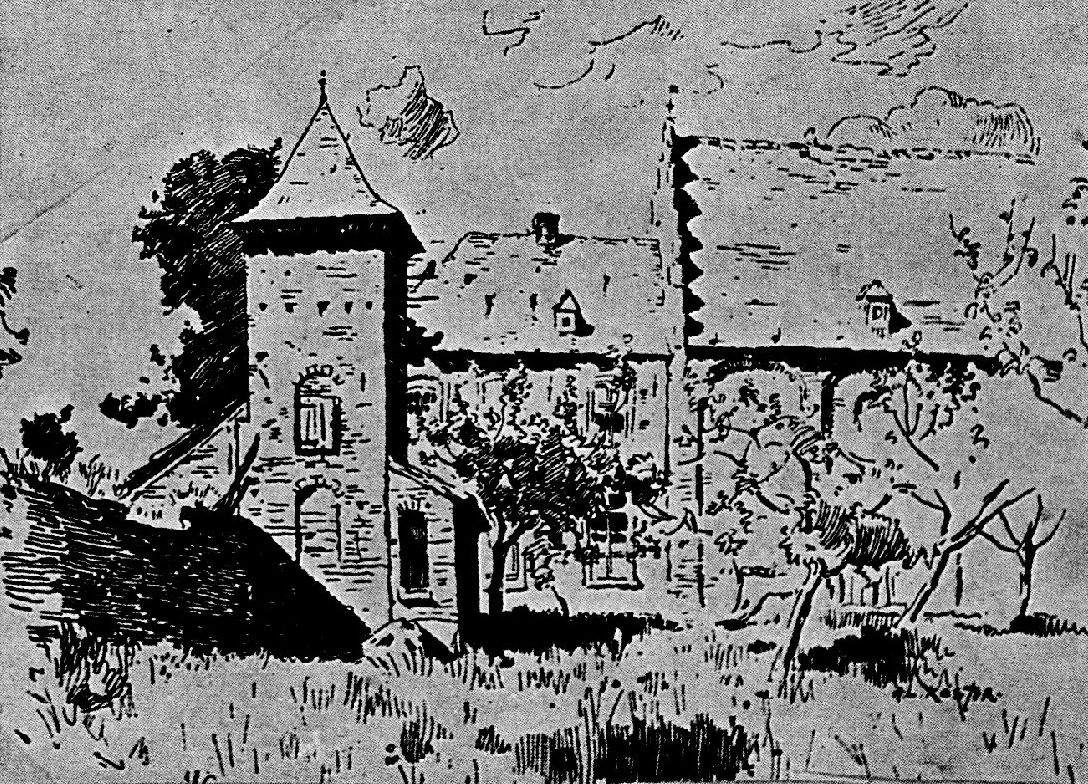
Das Kloster Zandt wurde 1470 gegründet und 1802 aufgelöst. Die letzten Reste des Gebäudes wurden 1965 bei einem Brandunglück vernichtet.

1342 wurde das geschätzt 200 bis 300 Einwohner zählende Straelen erstmals als Stadt („stat“) bezeichnet. In einer Urkunde von 1395 wird Straelen zwar wieder „Dorf“ genannt, erhält aber von Herzog Wilhelm ein Privileg, das einen städtischeren Charakter vermuten lässt: den Ausbau der Befestigung. Seit 1399/1400 ist zudem ein Markt belegt und schon 1406 werden drei der vier Stadttore genannt. Im Jahr 1428 verlieh der geldrische Herzog Arnold von Egmond Straelen schließlich offiziell die Stadtrechte.
Um 1400 wurde mit dem Neubau der bis heute das Stadtbild prägenden Hallenkirche St. Peter und Paul begonnen. Seit Ende des 15. Jahrhunderts hat die Kirche ihr heutiges charakteristisches Aussehen. 1420 wurde das Kloster St. Agnes und Cäcilia gegründet, nach dem die heutige Klosterstraße benannt ist. Für das Jahr 1523 ist zudem erstmals ein Rathaus belegt.
Der Ortsteil Zand war im Jahre 1468 Schauplatz der Schlacht von Straelen, die zwischen den Herzögen Johann I. von Kleve und dem späteren Sieger Adolf von Geldern stattfand. Letzterer stiftete als Dank für den Sieg das Kloster Mariensande oder Zandt, einen Ritterorden und das Ritterdenkmal Sterk Helmes.
Infolge des Dritten Geldrischen Erbfolgekriegs verlor das Herzogtum Geldern mit dem Venloer Traktat 1543 seine Selbstständigkeit und Straelen gelangte mit dem Oberquartier unter die spanisch-habsburgische Krone.
Nach der Eroberung Straelens durch die Generalstaaten (1632) und der spanischen Rückeroberung (1635) wurde im Jahre 1672 schließlich die Festung geschleift. Gemäß dem Frieden von Utrecht kam Straelen 1713 zu Preußen.

### Verlust der Stadtrechte: Straelen im 19. Jahrhundert
1794 wurde der linke Niederrhein durch napoleonische Truppen besetzt. 1802 endete die Grundherrschaft der Abtei Siegburg über Straelen. Seitdem war Straelen bis 1814 Teil französischen Republik bzw. später des französischen Kaiserreiches. In dieser Zeit wurden Straelen die Stadtrechte aberkannt.
Die „Mairie Straelen“ war eine von acht Bürgermeistereien im Canton Wankum, Arrondissement de Clèves des Département de la Roer.
Unter der französischen Herrschaft wurden die Klöster St. Agnes und Cäcilia und Kloster Mariensande aufgelöst, mit dem Bau des Nordkanals begonnen und die Straße „Venlo-Straelen-Geldern-Wesel“, der Vorläufer der B 58 angelegt.
1815 auf dem Wiener Kongress wurde das gesamte Niederrheingebiet dem Königreich Preußen zugeschlagen. Im Zuge der Preußischen Verwaltungsorganisation am 23. April 1816 wurde Straelen mit anderen Orten zum Landkreis Geldern gefügt, einer von über 40 Landkreisen der Provinz Jülich-Kleve-Berg, der späteren Rheinprovinz. Aus der Mairie Straelen der Franzosenzeit wurde die preußische Bürgermeisterei Straelen.
Am 31. Dezember 1878 wurde Straelen mit der Eröffnung der Strecke Wesel-Geldern-Straelen-Venlo der Köln-Mindener Eisenbahn-Gesellschaft an das Schienennetz angeschlossen. 1901 erfolgte der Anschluss an die Geldernsche Kreisbahn (siehe auch: Abschnitt Verkehr).

### Vom Bauerndorf zur „Blumenstadt“: Straelen im 20. und 21. Jahrhundert

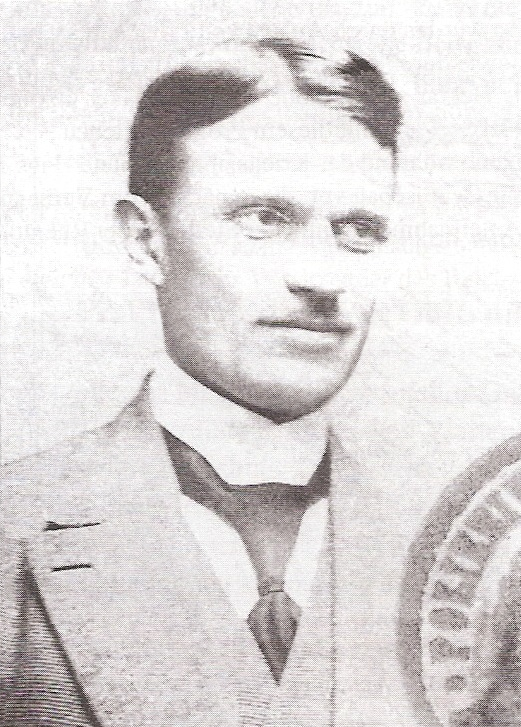
Hans Tenhaeff (1879–1955) baute 1910 den Obst- und Gemüseverein auf und begründete damit die Gartenbautradition in Straelen.

Zur 500-Jahr-Feier der Erhebung Straelens zur Stadt 1928 wurde Straelen formell erneut das Stadtrecht erteilt.
Bis heute prägend für Straelen ist die 1910 erfolgte Gründung des Obst- und Gemüsebauvereins und die erste Versteigerung von Obst, Gemüse und Eiern im Jahre 1914.
Der Zweite Weltkrieg (1939–45) brachte für Straelen wechselhafte Wirkungen: Die Einrichtung von Luftschutzmaßnahmen, der Verlust vieler männlicher Mitarbeiter durch militärische Rekrutierung, die Einquartierung von bis zu 6.000 Soldaten der Wehrmacht zwischen 1939 und dem Angriff auf die Niederlande im Mai 1940, alliierte Bombenangriffe (mit zwei größeren Angriffen in der Nacht um 1. April 1943 und am 14. Februar 1945) und schließlich die Ankunft der Westalliierten im Jahr 1945. Im Oktober 1944 wurde durch die NSDAP die Evakuierung der Kinder und Senioren verlangt und schließlich Ende November 1944 die komplette Räumung der Gemeinde Straelen, welche nach Oktober 1944 auch unter alliiertem Artilleriebeschuss stand. Am 14. Februar 1945 verließ die Stadtverwaltung von Eduard Bongartz (Bürgermeister von 1921 bis 1945) nach Wachtendonk; der Bürgermeister beantragte dort am 4. März 1945, einen Tag nach dem Einmarsch der Alliierten, erfolglos die Rückkehr ins besetzte Straelen.:367–370
Seit 1953 wurde verstärkt auf den Blumenanbau gesetzt und somit das Bild von Straelen als „Blumenstadt“ geprägt.
Die Stadt Straelen in der heutigen Form entstand am 1. Juli 1969 beim ersten kommunalen Neugliederungsprogramm in Nordrhein-Westfalen. Dabei wurde die zuvor eigenständige Gemeinde Herongen mit der Stadt Straelen zusammengeschlossen.
Am 1. Januar 1975 wurde im Zuge des zweiten Neugliederungsprogramms der Altkreis Kleve mit dem ehemaligen Kreis Geldern und Teilgebieten der Kreise Moers und Rees zum neuen niederrheinischen Großkreis Kleve zusammengefügt, dem die Stadt bis heute unverändert angehört.
Am 14. April 1970 stellte der Rat der Stadt Straelen fest, dass „der historisch gewachsene Stadtkern (…) nach seiner vorhandenen Bebauung und sonstigen Beschaffenheit nicht mehr den allgemeinen Anforderungen an gesunde Wohn- und Arbeitsverhältnisse“ entspreche und erklärte den Stadtkern Straelens, das Innere der Wälle zum Sanierungsgebiet. U. a. mit den Zielvorgaben „Wahrung des historischen Grundrisses“, „Rücksichtnahme auf die Proportionen der vorhandenen Fassaden und Dächer“ und „Erhaltung denkmalwerter Gebäude bzw. Fassaden“ wurde die Stadtkernsanierung Mitte der 1970er Jahre mit dem Sanierungsabschnitt „Straelen-Markt“ begonnen. Es folgten die Abschnitte „Straelen-Südwall“, „Straelen-Ost“ und „Straelen-West“. Die Stadtkernsanierung dauerte bis in die 1990er Jahre an.
2005 wurde Straelen im Wettbewerb „Unsere Stadt blüht auf“ mit Gold ausgezeichnet.

### Einwohnerentwicklung

Einwohnerentwicklung von Straelen von 1945 bis 2017 nach nebenstehender Tabelle

Die Angaben ab 1975 beziehen sich auf das heutige Gebiet der Stadt Straelen (d. h. mit Herongen), bis einschließlich 1969 auf das Stadtgebiet vor der kommunalen Neugliederung (d. h. ohne Herongen).
| Jahr | Einwohnerzahl | Jahr | Einwohnerzahl |
| ---- | ------------- | ---- | ------------- |
| 1945 | 5.746         | 1990 | 12.927        |
| 1950 | 8.802         | 1995 | 14.511        |
| 1955 | 8.480         | 2000 | 15.389        |
| 1960 | 8.504         | 2005 | 15.580        |
| 1965 | 9.058         | 2011 | 15.411        |
| 1969 | 9.193         | 2015 | 15.641        |
| 1975 | 10.757        | 2017 | 16.020        |
| 1980 | 11.544        | 2022 | 16.365        |
| 1985 | 12.210        |      |               |

## Politik

### Stadtrat
Die Tabelle zeigt die Sitzverteilung nach den Kommunalwahlen ab 2014.
| Sitze | CDU | SPD | FW-BfS1 | GO/Grüne2 | FDP | Gesamt |
| ----- | --- | --- | ------- | --------- | --- | ------ |
| 2020  | 16  | 5   | 6       | 8         | 3   | 38     |
| 2014  | 17  | 6   | 4       | 3         | 2   | 32     |

1FW-BfS: Freie Wähler – Bürger für Straelen 2GO/Grüne: Grüne Opposition Straelen/Grüne

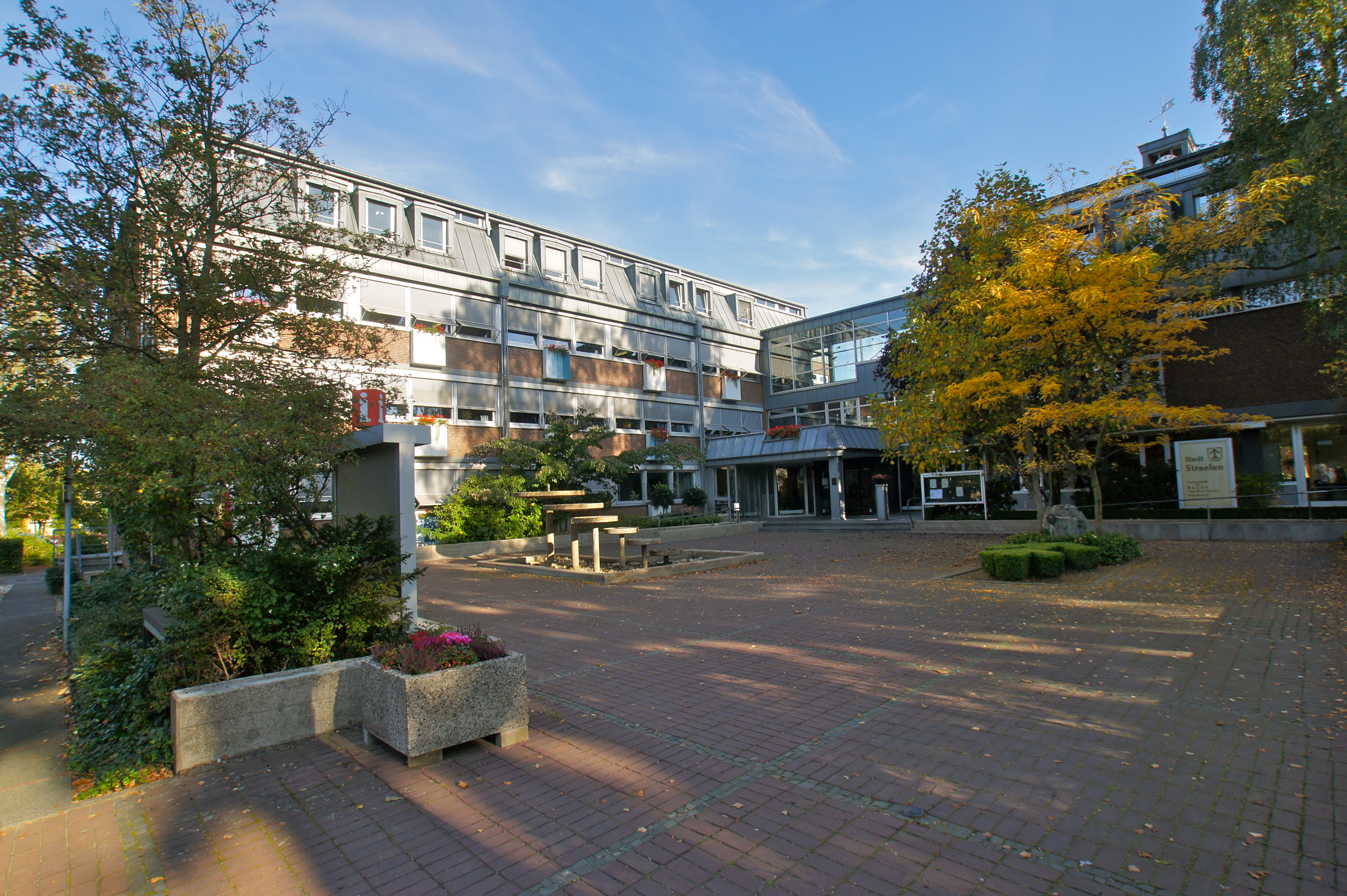
Das Rathaus in Straelen

2003 wurde von ehemaligen Grünen-Mitgliedern die Grüne Opposition Straelen (GOS) gegründet. Nachdem sich kurz vor der Kommunalwahl 2009 ein neuer Ortsverband der Bündnis 90/Die Grünen gebildet hatte, bemühte man sich um Zusammenarbeit und bildete seit 2010 eine gemeinsame Fraktion. Vor der Kommunalwahl 2014 folgte der Zusammenschluss als unabhängige Wählergemeinschaft GO/Grüne.
Am 1. Juli 2012 bildete sich die Fraktion Bürger für Straelen (Freie Wähler), die zunächst mit 2 Sitzen im Rat der Stadt Straelen vertreten war. Sie bestand aus jeweils einem ehemaligen Fraktionsmitglied der FDP und der GO Straelen. Unter dem Namen Freie Wähler – Bürger für Straelen e. V. (kurz: FW-BfS) trat man auch bei den Kommunalwahlen 2014 an.

### Bürgermeister
Zum Bürgermeister gewählt wurde 2020 Bernd Kuse mit 76,72 % der Stimmen. Sein Vorgänger war Hans-Josef Linßen, der 56,1 % der Stimmen erhielt. 16,58 % der Stimmen gingen an Falko Schuster (SPD), 14,53 % Kirsten Meyn (gemeinsamer Wahlvorschlag von FDP und GO/Grüne) und 12,78 % an Michael Traurig (Freie Wähler – Bürger für Straelen e. V.).

### Abgeordnete
Bundestagsabgeordnete sind der direkt gewählte Stefan Rouenhoff (CDU) und die über die entsprechenden Listen gewählte Barbara Hendricks (SPD). Landtagsabgeordnete ist Margret Voßeler (CDU).

### Städtepartnerschaften
Straelen ist durch Städtepartnerschaften verbunden mit der französischen Gemeinde Bayon in Lothringen (seit 1963) und mit der polnischen Gemeinde Strzelin in Niederschlesien. Ferner bestehen freundschaftliche Beziehungen zu Bützow in Mecklenburg-Vorpommern.

## Kultur und Sehenswürdigkeiten

### Bauwerke

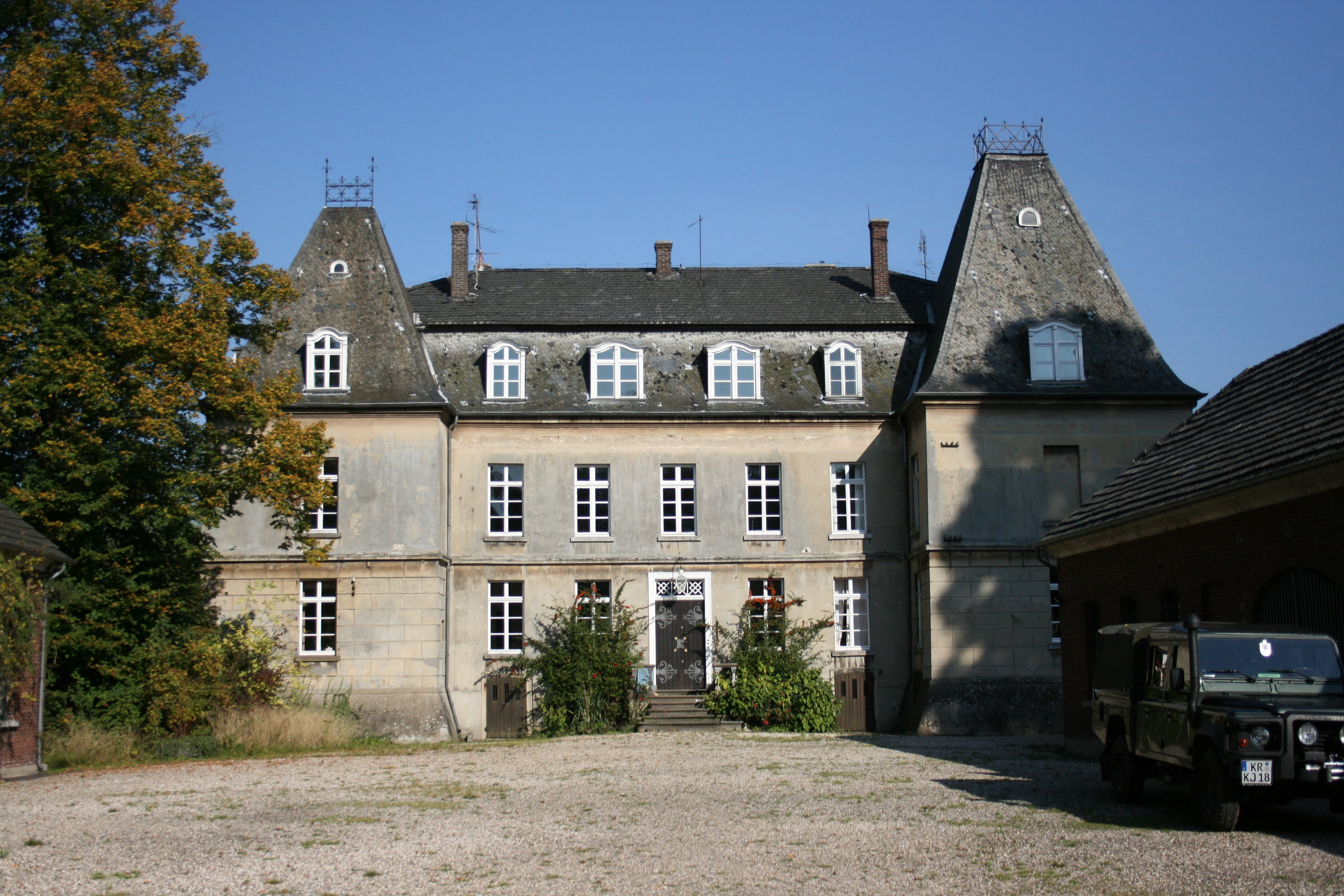
Haus Caen, Hofseite

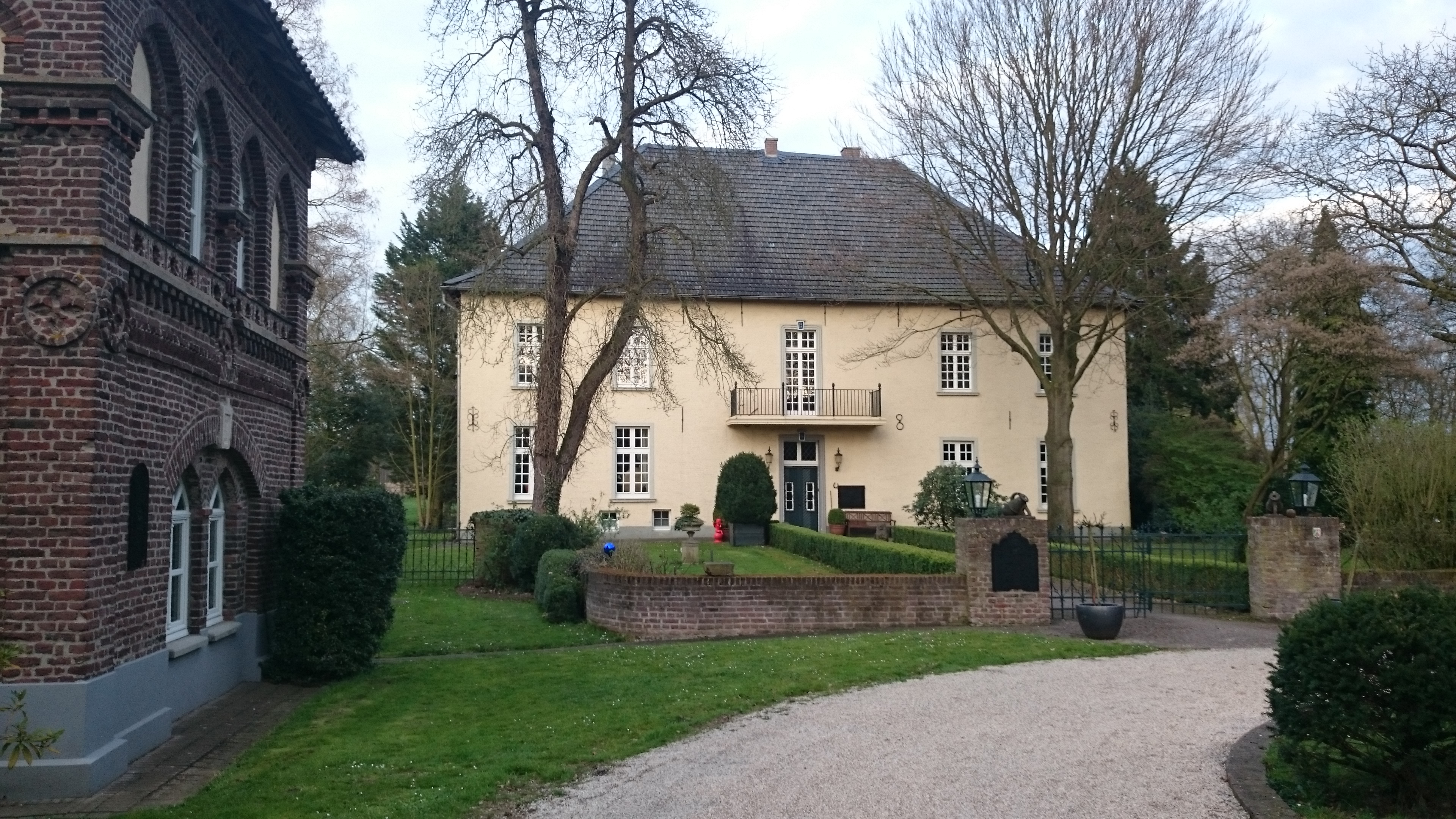
Haus Eyll

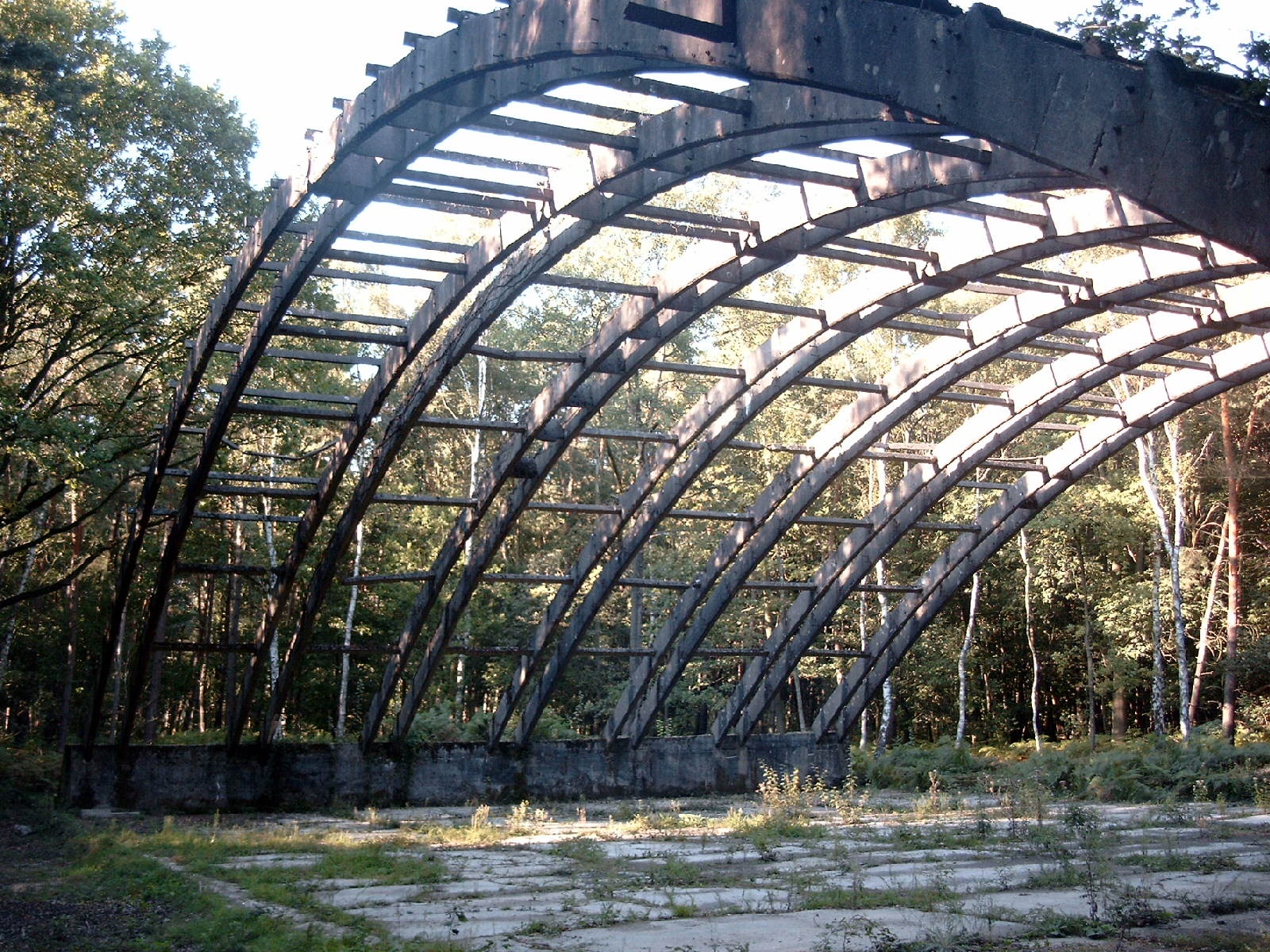
Rundbogenhalle, Fliegerhorst Venlo-Herongen

#### Stadtkern
- Kirche St. Peter und Paul, das herausragendste Bauwerk ist im Stadtkern.

#### Umland
- Herrenhäuser und Schlösser, entlang der Niers, die die natürliche Grenze verschiedener Territorien bildete:
  - Haus Caen
  - Haus Coull
  - Haus Eyll
  - Haus Vlassrath
  - Erst von 1923 ist das Herrenhaus Paesmühle am Moelenbeek, in der Nähe des Tals der Sieben Quellen
- Ruinen des Fliegerhorstes Venlo-Herongen aus dem Zweiten Weltkrieg

### Europäisches Übersetzer-Kollegium

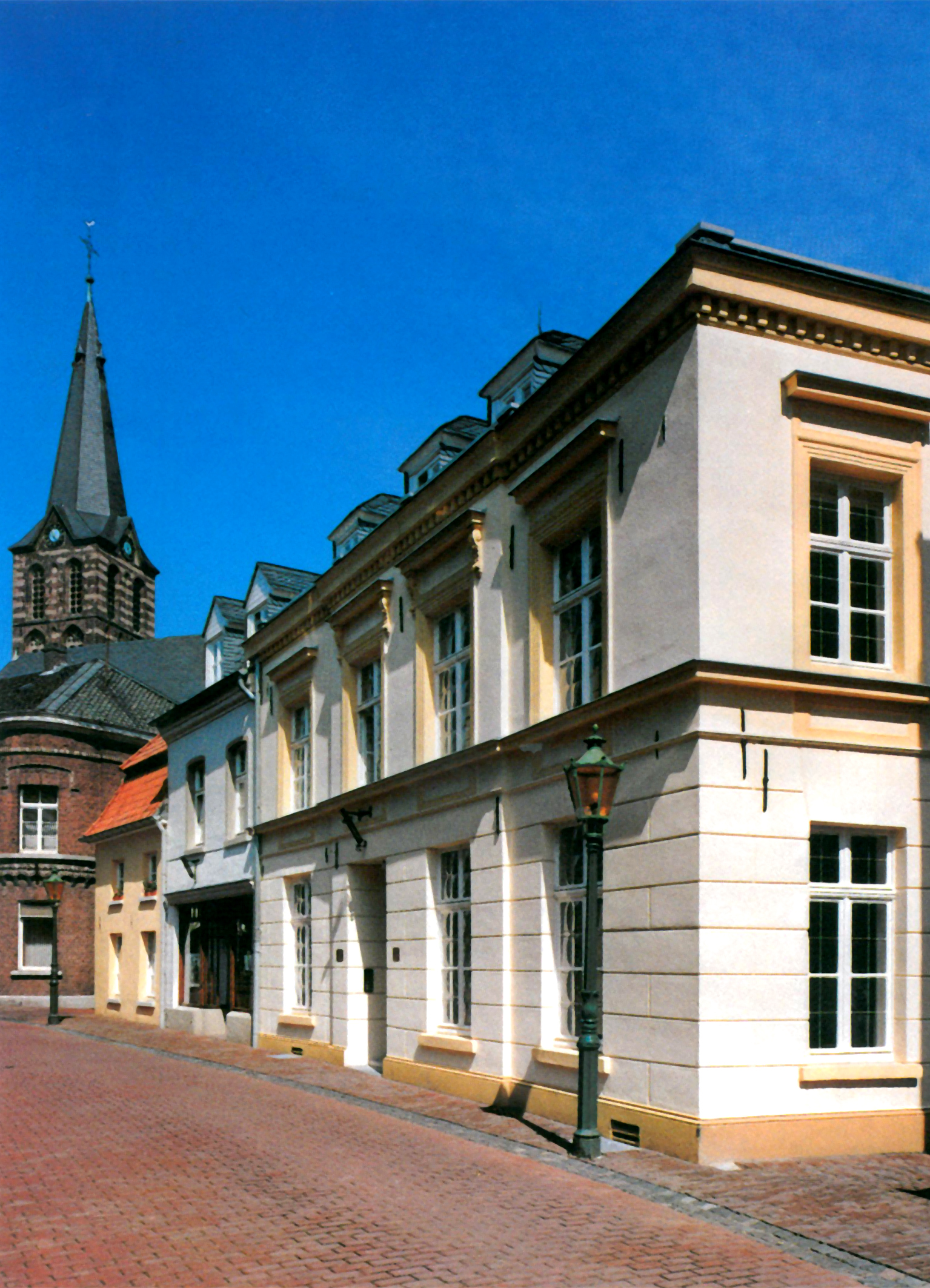
Europäisches Übersetzerkollegium (kurz: EÜK)

Das 1978 gegründete Europäische Übersetzer-Kollegium hat Straelen in der Literaturwelt bekannt gemacht. Das EÜK verfügt über die weltweit erste und größte Spezialbibliothek für Literatur- und Sachbuchübersetzer für verschiedene Sprachen und Literaturen.

### Sport und Freizeit

#### Tischtennisverein TTC Straelen/Wachtendonk 1980
Bereits 1980 wurde der Tischtennis-Club Straelen–Wachtendonk gegründet, zunächst als TTC Straelen/Herongen. Später fusionierte der Verein mit Tischtennisabteilungen aus Sportvereinen umliegender Ortschaften und erhielt seine bis heute gültige Bezeichnung TTC Straelen–Wachtendonk 1980 e. V.
Somit ist der Verein die sportliche Heimat für Tischtennisspieler und angehende Tischtennisspieler aus Straelen, Wachtendonk, Wankum, Herongen und Umgebung.

#### Sportverein 19 Straelen e.V.
Der SV Straelen ist der größte Sportverein der Stadt. Er bietet ein umfangreiches Sportprogramm für alle Altersgruppen, welches Breiten-, Gesundheits- und Leistungssport abdeckt. Seine Sportstätten umfassen einen Sportplatz, ein Schwimmbad und vier Mehrzweckhallen. Besonders in den Sportarten Fußball und Handball sind die Mannschaften des SV 19 immer wieder in Turnieren erfolgreich.

#### Sportfreunde Broekhuysen 1959
Die Sportfreunde Broekhuysen sind ein Fußballverein aus dem Ortsteil Broekhuysen. In den vergangenen Jahren konnte die erste Mannschaft mehrmals aufsteigen und spielte in der Saison 2014/15 zusammen mit dem SV Straelen, zu dem eine sportliche Rivalität besteht, in der Landesliga, stieg aber zweimal in Folge wieder ab und spielt ab der Saison 2017/18 wieder in der Bezirksliga. Die zweite Mannschaft spielt in der Kreisliga A, die dritte in der Kreisliga C. Neben den Herrenmannschaften gibt es auch Mädchen-/Damenmannschaften. In den letzten Jahren erlebte der Verein einen Aufschwung und hat Jugendmannschaften in jeglichen Altersklassen. Gespielt wird am Sportplatz Op den Boekel (Rasenplatz und Ascheplatz).

#### SC Blau-Weiß Auwel-Holt
Der SC Blau-Weiß Auwel-Holt ist der dem Ortsteil Auwel-Holt zugehörige Fußballverein. Die erste Herrenmannschaft spielt in der Saison 2021/2022 in der Kreisliga A Kleve-Geldern. Die mehreren Herren-, Damen- und Jugendmannschaften spielen am Sportplatz an der Maasstraße 132 in Straelen. Dieser verfügt über einen Echtrasen- und einen Kunstrasenplatz.
Wegen Spielermangels bilden der SC Blau-Weiß Auwel-Holt und der benachbarte SV Walbeck 1913 e. V. in mehreren Jugendmannschaften die Spielgemeinschaft JSG WaHo (Walbeck-Holt).

#### Weitere Sportvereine
Schachclub Straelen 1956, Sportverein „Blau-Weiß“ 1910 Herongen und Tennisclub „Blau-Weiß-Gold“.

### Regelmäßige Veranstaltungen
- Straelener Stadtfest, jedes Jahr im Juni/Juli
- Komm na Huus, Musikfestival, jedes Jahr im Sommer
- Straelen Live, Musikveranstaltung mit verschiedenen Bands in diversen Lokalen der Innenstadt, jedes Jahr Anfang September
- Frühjahrs- und Herbstkirmes
- Schützenfest, parallel zur Herbstkirmes
- Weihnachtsmarkt, zu Beginn der Adventszeit
- Großer Karnevalszug in den „geraden“ Jahren, am Wochenende vor Großkarneval
- Tischtennis Stadtmeisterschaften, letztes Wochenende vor Weihnachten

### Vereine und Einrichtungen

#### Deutsches Rotes Kreuz
Straelen hat einen eigenen Ortsverein des Deutschen Roten Kreuzes (DRK), der ursprünglich 1934 als Bereitschaft gegründet wurde. Die Mitglieder des Ortsvereins leisten ehrenamtliche Arbeit u. a. bei Blutspendeaktionen, Sanitätsdiensten, Katastrophenschutz und bei einer jährlichen Ferienfreizeit auf die Insel Ameland. Weiterhin wird Kindern und Jugendlichen ab 6 Jahren die Möglichkeit angeboten, im Jugendrotkreuz tätig zu werden.

#### Burschenverein Suure Prumme
Gegründet wurde der Verein am 6. April 1984 zunächst als Stammtisch. Da die jungen „Burschen“ Spaß am Karneval hatten, studierten sie zur Karnevalssession 1986 für die heimische Große Karnevalsgesellschaft GKG Straelen eine Ballettdarbietung ein. In den Folgejahren sind sie auf umliegenden Karnevalsbühnen aufgetreten und schafften es bis ins Mekka des rheinischen Karnevals nach Köln. Von 1998 bis 2007 jährten sich die Auftritte im Kölner Gürzenich oder in den Sartory-Sälen.

#### Kameradschaftliches Liebhaber Theater 1881 Straelen e.V.
Der Theaterverein wurde 1881 von 23 Männern gegründet. Erster Präsident war Hermann op de Hipt. Da in den Anfangsjahren Frauen auf der Bühne nicht geduldet wurden, spielten die Männer auch alle Frauenrollen. Die Satzung des Vereins aus dem Jahre 1882 legte genau die „Art und Beschaffenheit“ der Mitglieder fest. Die weitere Geschichte des Vereins bleibt zunächst im Dunkeln, da bis zum 22. November 1927 jegliche Aufzeichnung fehlt. In den Kriegsjahren trat das Theaterspiel in den Hintergrund. Erst am 22. November 1927 wurden bei einer Versammlung im Vereinslokal neue Aktivitäten beschlossen. Der Verein ist noch heute aktiv mit drei neuen Stücken (Frühjahrsstück, Herbststück und Weihnachtsmärchen) im Jahr. Bei städtischen Ereignissen wie z. B. dem Moonlightshopping werden historische Ereignisse in originalgetreuen Kostümen nachgespielt.

### Straelener Platt
Straelener Platt (mundartlich Stroels Ploatt), wie die unterschiedlichen Mundarten der umliegenden Ortschaften, basiert auf den niederfränkischen Mundarten, die zur Zeit der frühmittelalterlichen Expansion der Franken am Niederrhein gesprochen wurden.
Es gehört zum Kleverländischen. Straelener Platt weist im „Tonfall“ und Gebrauch Ähnlichkeiten mit den Mundarten des nahen niederländischen Grenzraumes auf. 
Obwohl Platt in Vereinen und Mundartzirkeln gepflegt wird, geht die Zahl der Mundartsprecher insbesondere unter jüngeren Menschen ständig zurück. Immer häufiger wird eine Niederrheinisches Deutsch genannte Umgangssprache gesprochen – von Wissenschaftlern Regiolekt genannt.

## Religionen und Konfessionen

### Christentum

#### Römisch-Katholische Kirche

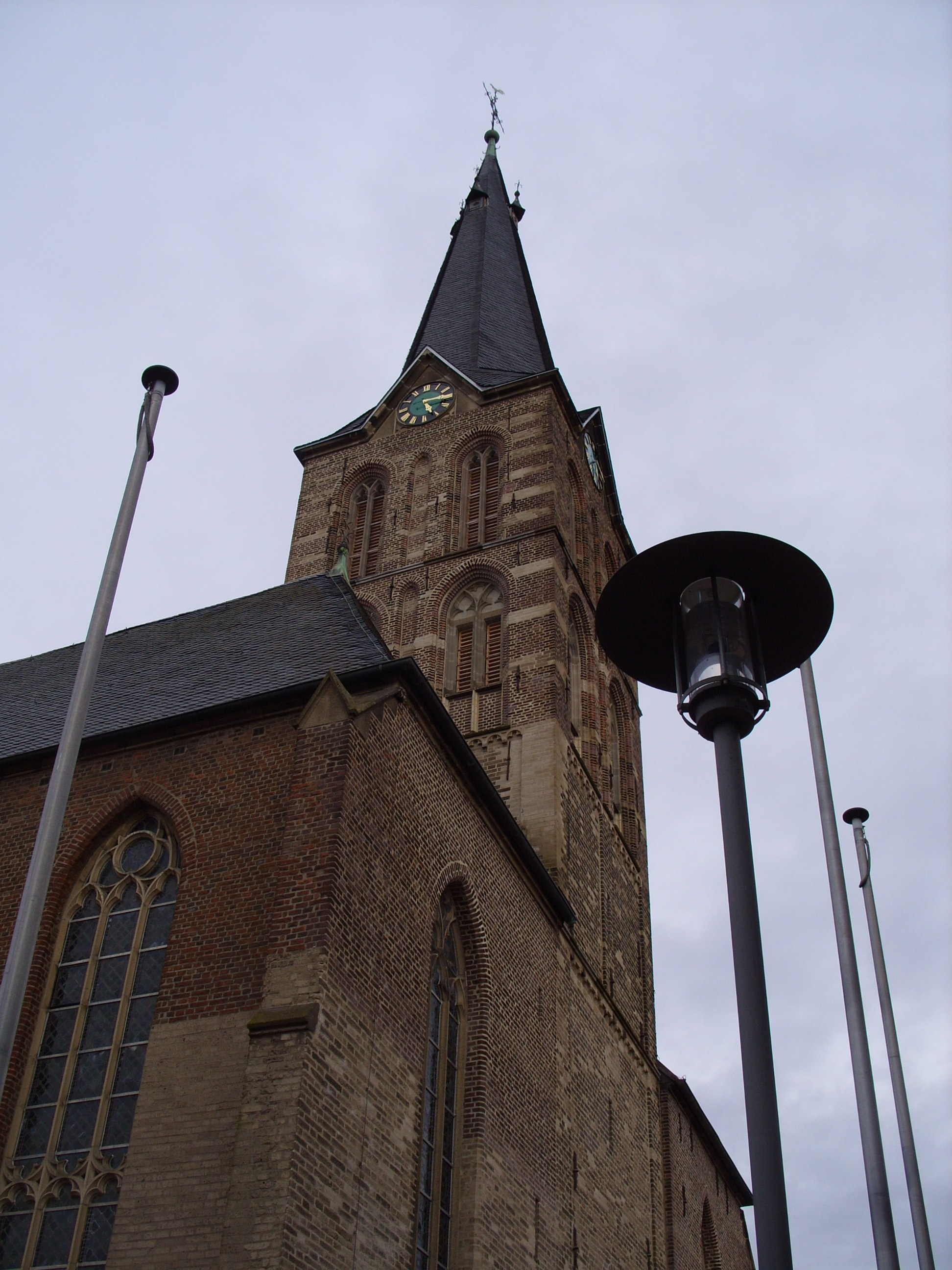
Die katholische Pfarrkirche St. Peter und Paul

Straelen ist traditionell stark katholisch geprägt. Durch 1978 durchgeführte Ausgrabungen konnte die Existenz einer ca. 7 mal 8–10 Meter großen, steinernen Saalkirche nachgewiesen werden, die vermutlich aus dem 10. Jahrhundert stammt.
In der katholischen Pfarrgemeinde St.Peter und Paul Straelen werden an folgenden Orten regelmäßig Messen abgehalten:
- St. Peter und Paul als „Hauptkirche“
- St. Cornelius in Broekhuysen
- St. Georg in Auwel-Holt
- Kapelle des Marienhauses Straelen

Zur katholischen Pfarrgemeinde St. Marien, die sich ansonsten nur auf Wachtendonker Gemeindegebiet erstreckt, gehört in Straelen:
- Die (alte und neue) St.-Amandus-Kirche in Herongen

#### Evangelische Kirche

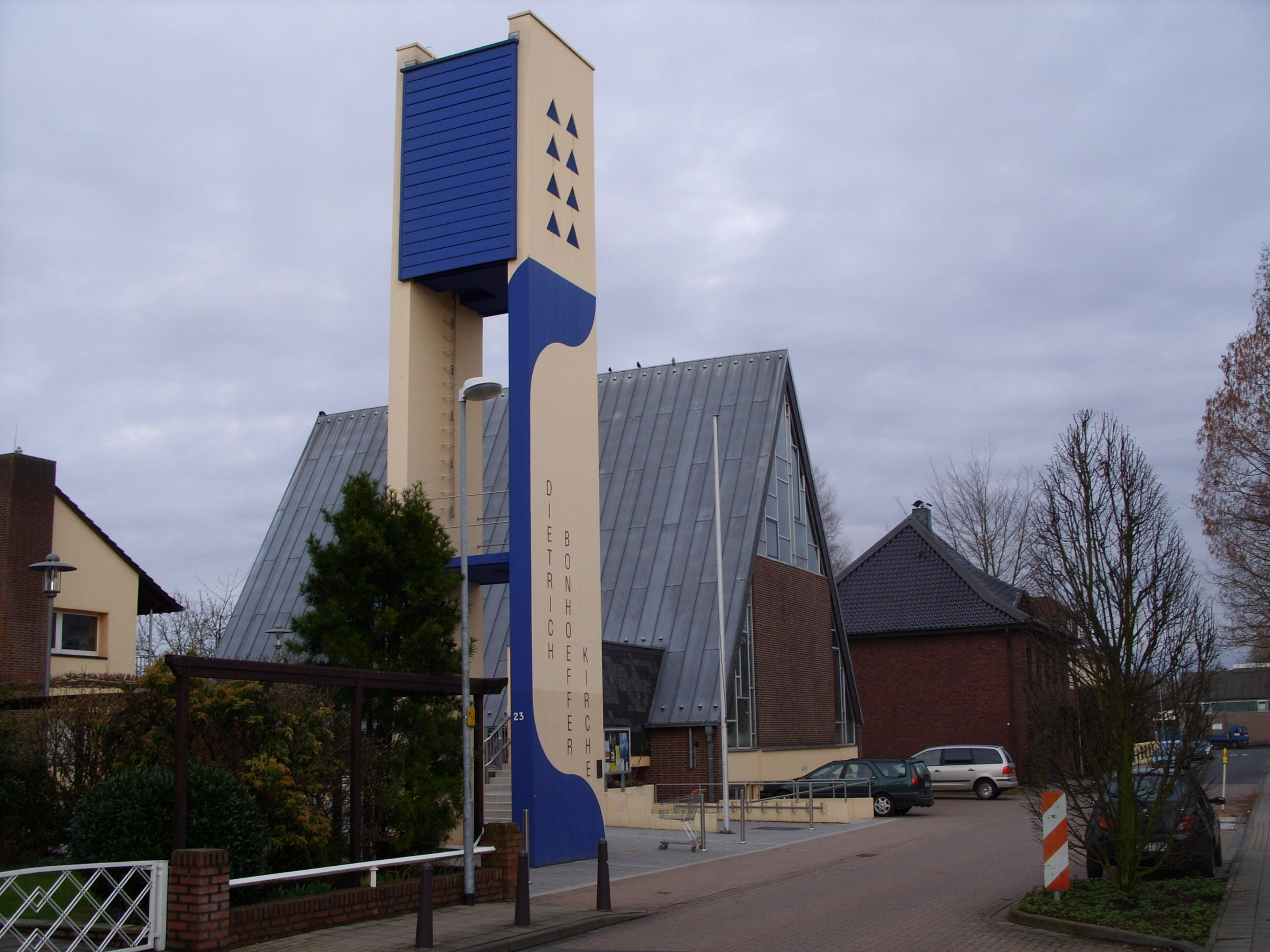
Die evangelische Dietrich-Bonhoeffer-Kirche

Die erste evangelische Gemeinde auf Straelener Gebiet entstand 1844/45 in Straelen-Niederdorf.
Die Evangelische Kirche Straelen/Wachtendonk ist heute mit folgenden Kirchen auf Straelener Gebiet vertreten:
- Dietrich-Bonhoeffer-Kirche
- Johannes-Kirche in Niederdorf

#### Neuapostolische Kirche
Von Januar 1986 an gab es zudem eine neuapostolische Gemeinde in Straelen. Die zuletzt genutzten geweihten Räumlichkeiten waren an der Venloerstraße. Am 18. Juni 2014 fand hier der letzte Gottesdienst statt. Seitdem ist die Gemeinde Straelen geschlossen.

### Judentum
Im Jahr 2013 sind zur Erinnerung an die in der Zeit des Nationalsozialismus vertriebenen, entrechteten und ermordeten Juden der Stadt in der Nähe ihrer ehemaligen Wohnstätten Stolpersteine in den Boden eingelassen worden.

## Wirtschaft und Infrastruktur

### Wirtschaft
Straelen ist vor allem ein Zentrum der Landwirtschaft und des Gartenbaus und hat eine überregionale Bedeutung beim Großhandel mit den Produkten sowie bei der Lebensmittelverarbeitung. Am 4. Juni 1914 fand in Straelen die erste deutsche Gemüseversteigerung nach holländischem Vorbild statt. Fast 40 Jahre später, 1953, wurden in den Gemüseversteigerungshallen erstmals in Deutschland Blumen über eine Versteigerungsuhr verkauft. Derzeit findet hier an jedem Werktag die größte Blumenversteigerung Deutschlands statt. Das 2006 durch einen Zusammenschluss entstandene Unternehmen Landgard ist heute Deutschlands führender Großhändler für Schnittblumen, Topfpflanzen, Obst und Gemüse mit einem Gesamtumsatz von über 1 Mrd. Euro im Jahr 2006. Landgard kauft Waren von über 3.000 anliefernden Gartenbaubetrieben und verkauft sie an 25.000 Groß- und Einzelhandelskunden. Im November 2020 berichtete der Spiegel über Vorwürfe gegen das Management des Unternehmens. Dieses habe „seit Jahren über (seine) Verhältnisse gelebt“.
Bekannte Straelener Unternehmen:
- Bofrost (Produktion und Vermarktung von Tiefkühl-Lebensmitteln)
- Bonduelle (Verarbeitung von Gemüse besonders in Konservenform)
- Carl Kühne KG (ein Produktionsstandort des Hamburger Konzerns in Herongen; Produktion von Senf, Essig und Konserven)
- Gartenbauzentrum Straelen (Ausbildungs-, Versuchs- und Beratungszentrum für den Gartenbau)
- Landgard (Großhandel mit Topfpflanzen und Schnittblumen sowie Obst und Gemüse in Herongen)
- GasLINE GmbH & Co. KG (deutschlandweiter Betreiber eines Glasfasernetzes)
- ABECO Industrie-Computer GmbH (Hersteller und Händler von Industrie-PCs)

### Verkehr
Straelen ist durch die Bundesautobahn 40 (E 34) in Herongen und Wankum, die Bundesautobahn 61 in Kaldenkirchen und die Bundesstraßen 58 und 221 an das Fernstraßennetz angebunden.
Die nächstgelegenen Flughäfen sind der Flughafen Düsseldorf und der Flughafen Niederrhein in Weeze.
Durch den Ort verläuft der Radweg Fietsallee am Nordkanal.
Der Bahnhof Straelen lag an der Bahnstrecke Haltern–Venlo. Diese ist stillgelegt. Die nächsten Bahnhöfe befinden sich in Venlo, Nieukerk und Kaldenkirchen. Innerhalb des Stadtgebiets und in die angrenzenden Kommunen fahren eine Reihe von Buslinien und Taxibussen, u. a. auch grenzüberschreitend in das niederländische Venlo, sowie nach Geldern und Kempen, wo Anschluss an die Züge des RE 10 besteht. Die 2023 eingeführten Schnellbuslinien SB41 und SB42 verbinden das Straelener Stadtzentrum bzw. den Ortsteil Herongen auf dem direkten Weg mit den Bahnhöfen Nieukerk bzw. Aldekerk und sind zeitlich auf die RE 10 nach/von Düsseldorf abgestimmt.
Früher gab es mit der Bahnstrecke Haltern–Venlo eine direkte Anbindung an den Schienenverkehr der Köln-Mindener Eisenbahn-Gesellschaft. Diese Strecke verlief vom niederländischen Venlo über Straelen, Geldern, Wesel, dem heutigen Haltern am See bis nach Hamburg. Während der Weltkriege wurde die Teilstrecke Straelen-Venlo zeitweise nicht befahren und im Zweiten Weltkrieg stillgelegt. Am 28. Februar 1967 erreichte das letzte Mal ein Güterzug den Straelener Bahnhof. Straelen war darüber hinaus mit der Geldernschen Kreisbahn an die Strecke Kempen-Straelen-Kevelaer angeschlossen. Auf Straelener Gebiet gab es die Stationen Ringofen, Boekholt, Zand, Straelen I, Straelen II, Auwel, Holt und Vorst. Der Straelener Bevölkerung blieb die Bahn vor allem unter dem Spitznamen „Der feurige Elias“ ein Begriff: Ein Feuer auf einem mit Stroh beladenen Wagen steckte im Jahre 1928 mehrere Gebäude an; die Holter Schule brannte vollständig ab. 1930 wurde diese Strecke von der Krefelder Eisenbahn-Gesellschaft übernommen und schon zwei Jahre später, 1932, stillgelegt.

### Schulen
In Straelen gibt es folgende Schulen:
- Die Katharinenschule Straelen ist durch Umwandlung der Katholischen Volksschule für Mädchen 1968 als katholische (und koedukative) Grundschule entstanden.[43] Seit dem Schuljahr 2009/10 ist die ehemalige Katholische Grundschule Straelen-Holt, die aufgrund rückläufiger Anmeldezahlen geschlossen hätte werden müssen, als ein neuer Teilstandort integriert worden.[44] Da ebendiese Grundschule schon Nachfolger der bereits 1838 gegründeten Volksschule Holt war,[45] wurde im Juli 2013 das 175. Jubiläum der Holter Schule gefeiert.[46]
- Die Amandusschule Herongen ist ebenfalls eine Grundschule katholischen Bekenntnisses.[47]
- Die Sekundarschule Straelen/Wachtendonk[48] existierte von 2012 bis 2020, als sie mit Genehmigungsverfügung der Bezirksregierung Düsseldorf in die Städtische Sekundarschule Straelen umbenannt wurde. Im Vorfeld war der Zweckverband Sekundarschule der Stadt Straelen und der Gemeinde Wachtendonk aufgehoben worden. Die Städtische Sekundarschule Straelen befindet sich im ehemaligen Hauptschulgebäude und teilweise im Gebäude des angrenzenden Gymnasiums. Die St.-Anno-(Haupt-)Schule hatte 2017 ihren letzten Jahrgang entlassen und ist seither geschlossen.[49]
- Das Städtische Gymnasium Straelen wurde 1992 gegründet. Zunächst fand der Unterricht in den Räumen der St.-Anno-Schule statt. Für das Schuljahr 1995/96 zog man in das neu gebaute, eigene Schulgebäude um.[50]

## Persönlichkeiten

### Ehrenbürger
- Hans Tenhaeff (1879–1955), Gründer der Straelener Erzeugerversteigerung[51]

### Söhne und Töchter der Stadt

Johannes Giesberts (1865–1938)

- Johannes Giesberts (1865–1938), deutscher Politiker (Zentrum), Mitglied des Reichstages und der Reichsregierung (Reichspostminister)
- Franz Stephan Griese (1889–nach 1954), ehemaliger röm.-kath. Geistlicher, Linguistikprofessor für Englisch/Französisch an der Universität Buenos Aires
- Hermann Basten (1893–1979), Kommunalpolitiker, Bürgermeister der Stadt Straelen 1948–1968
- Matthias Hoogen (1904–1985), deutscher Politiker (Zentrum, CDU), Mitglied des Deutschen Bundestages, Wehrbeauftragter des Bundestages
- Erwin van Aaken (1904–2008), durch seine zahlreichen Kirchenbauten bekannter Architekt
- Matthias Mertens (1906–1970), römisch-katholischer Priester, war im KZ Dachau inhaftiert
- Elmar Tophoven (1923–1989), deutscher literarischer Übersetzer
- Gerhard Baaken (1927–2010), Historiker und Diplomatiker
- Winfried Lenders (1943–2015), Linguist
- Stefan Frankewitz (1952–2013), Historiker und Archivar
- Paul Wans (* 1957), Künstler, Maler
- Marlis Gielen (* 1959), deutsche Theologin
- Britta Haßelmann (* 1961), Politikerin (Bündnis 90/Die Grünen)
- Regina Peeters (* 1964), Bibliothekarin
- Veronika Fischer (1964–2012), Oberbürgermeisterin der Stadt Mayen
- Stefan Verhasselt (* 1965), Moderator und Kabarettist
- Hans Rath (* 1965), Schriftsteller und Drehbuchautor
- Bernadette Paaßen (* 1971), Kamerafrau
- Josef Bordat (* 1972), Philosoph und Publizist
- Eddie Thoneick (* 1978), House-Produzent und DJ

### Persönlichkeiten, die vor Ort gewirkt haben
- Carl Ludwig von Varo (1792–1876), von 1822 und 1847 Bürgermeister von Straelen
- Paul Heimen (1898–1978)[52], niederrheinischer Maler
- Otto Maria Krämer (* 1964), Kirchenmusiker
- Martina Voss-Tecklenburg (* 1967), ehemalige Spielerin der deutschen Fußballnationalmannschaft und aktive Trainerin
- Inka Grings (* 1978), ehemalige Spielerin der deutschen Fußballnationalmannschaft und aktive Trainerin